# Gastón Soublette
Luis Gastón Soublette Asmussen (Antofagasta, 29 de enero de 1927-Limache, 24 de mayo de 2025) fue un filósofo, musicólogo, compositor y esteta chileno. Fue miembro del Instituto de investigaciones musicales de la Universidad de Chile (1958-1969) y desde los años 1970, profesor de filosofía y estética en la Pontificia Universidad Católica de Chile. Obtuvo el Premio Nacional de Humanidades y Ciencias Sociales en 2023.

## Biografía
Hijo de Luis Soublette García-Vidaurre y de Isabel Asmussen Urrutia, nació en Antofagasta pero se crio en Viña del Mar dentro una familia de clase alta y ligada al Partido Conservador. Su bisabuelo paterno, Evaristo Soublette Buroz, fue hijo del general Carlos Soublette, presidente de Venezuela en dos oportunidades (1837-1839 y 1843-1847), y Olalla Buroz y Tovar. Su abuela materna, Teodorinda Urrutia Espinoza, fue nieta del general Basilio Urrutia y Teodorinda Anguita Arriagada.
Estudió en el Colegio de los Padres Franceses de Valparaíso-Viña del Mar y posteriormente siguió arquitectura; después ingresó a la Facultad de Derecho de la Universidad de Chile; luego estudió música y musicología en el Conservatorio de París, lugar donde cursó con maestros como Nadia Boulanger y Edmond Marc. Durante su estadía en Francia pudo vivir desde cerca la revuelta de "Mayo de 68", de la que no tiene buena opinión dado la mala impresión que le dejaron los líderes de aquel movimiento.
Fue director del Instituto de Estética de la Pontificia Universidad Católica de Chile entre 1978 y 1980; y continuo como profesor de la misma institución hasta su fallecimiento. Además, trabajó en el Instituto de Investigaciones Musicales de la Universidad de Chile y fue profesor durante 15 años en la Universidad Metropolitana de Ciencias de la Educación.
Ha contribuido al rescate de la cultura chilena de diversas formas, desde haber pasado a partitura muchas obras de Violeta Parra, una de sus más importantes maestras como él mismo ha confesado, hasta haber escrito una de las obras más importantes sobre los símbolos patrios de su país en su libro La Estrella de Chile.
Sobre la cultura tradicional chilena, Soublette trabajó con los folcloristas Margot Loyola, Héctor Pavez y Gabriela Pizarro, además de Violeta Parra. En 1964 participó en el programa A la hora del aperitivo de Canal 13 realizando comentarios de música los días miércoles.
Falleció el 25 de mayo de 2025, a la edad de 98 años en su residencia en Limache, según confirmó su sobrino y ahijado Juan Gabriel Valdés.

## Ideología
En una entrevista de 1987 manifestó a la periodista Pamela Jiles que simpatizó treinta años atrás (años 1940 y 1950) con el nazismo, aunque acabó por alejarse de esta ideología debido a su conversión al cristianismo, declarándose un «estudioso del fenómeno nazi».
En 2014 participó en Rutas de Nuestra Geografía Sagrada, un programa de Bío-Bío TV dirigido y conducido por el neonazi chileno Alexis López Tapia. En dicha serie se publicó una entrevista de tres partes en la que Soublette y López Tapia dialogan sobre la importancia del territorio, los lugares sagrados y las tradiciones ancestrales.
En 2012, para la revista Sábado de El Mercurio declaró:

Yo no puedo ser marxista por ser cristiano. También pasé por el nazismo. Consideré que podía ser una opción válida. Era muy amigo de la colonia alemana de Viña y Valparaíso, algunos eran nacional-socialistas y decían que era un régimen necesario para ciertos países, como Francia. Pero cuando supimos realmente lo que era fue horripilante para nosotros.
Gastón Soublette, noviembre de 2012

En 2021 comentó que en su juventud conoció a un expiloto de Luftwaffe que residía en Chile, a quien recuerda como un hombre "extremadamente interesante" y "muy buena persona" con quien tuvo principalmente conversaciones de corte esotérico. Esta amistad lo acercó inicialmente al nazismo.
Su pensamiento actual se caracteriza por darle énfasis al activismo medioambiental y la importancia del cambio climático. Además ha sido un estudioso y divulgador de la cultura del Pueblo Mapuche, señalando que estos "defendían el paraíso".

## Reconocimientos
En 2023 fue galardonado con el Premio Nacional de Humanidades y Ciencias Sociales otorgado por el Ministerio de Educación. En palabras del ministro Nicolás Cataldo, esta distinción fue tomada por diversas razones:

“Gastón Soublette es un estudioso de las humanidades, un humanista que ejerce tanto el rol crítico del conocimiento como el valor del saber humano en su relación con la naturaleza, un sabio necesario en los tiempos que vivimos, un inspirador que reúne distintas disciplinas con la autoridad que pocos tienen, un hombre de paz, con una gran sensibilidad para vincular distintas culturas, religiones y cosmovisiones, lo que proyecta a distintos mundos y generaciones”.

## Obras
- El folklore de Chile: La cueca[21]
- Plumario[22]
- Anales de la primavera y otoño[23]
- Pablo Neruda profeta de América[24]
- La Estrella de Chile[14]
- El führer[25]
- El libro del tao y la virtud de Lao-Tsé[26]
- Mensajes secretos del cine[27]
- Mahler: Música para las personas[28]
- Rostro de hombre[29]
- La poética del acontecer[30]
- Sabiduría chilena de tradición oral (refranes)[31]
- La cara oculta del cine[32]
- Sabiduría chilena de tradición oral[33]
- El Cristo preexistente[34]
- Cartas públicas. Ideas y reflexiones de Gastón Soublette, Ediciones El Mercurio, 2019
- Manifiesto. Peligros y oportunidades de la megacrisis, Ediciones UC, 2020
- Ventura y desagracia del homo sapiens, 2023.[35]

## Discografía
- Chile en cuatro cuerdas

## Filmografía
| Año  | Título                     | Rol      | Notas                   | Ref(s)        |
| ---- | -------------------------- | -------- | ----------------------- | ------------- |
| 2017 | Violeta más viva que nunca | Él mismo | Cortometraje documental | [ 36 ] [ 37 ] |
| 2019 | El Viejo del Poncho        | Él mismo | Largometraje documental | [ 38 ] [ 39 ] |
| 2020 | El sabio de la tribu       | Él mismo | Largometraje documental | [ 40 ] [ 41 ] |

### Enlaces académicos
- Biblioteca Nacional Digital de Chile
- Memoria Chilena, Biblioteca Nacional de Chile

- Datos: Q16570843
- Multimedia: Gastón Soublette / Q16570843